# Rio Bălăria
O Rio Bălăria é um rio da Romênia afluente do rio Neajlov, localizado no distrito de Giurgiu.